# Saint-Ferriol
Saint-Ferriol è un comune francese di 150 abitanti situato nel dipartimento dell'Aude nella regione dell'Occitania.

## Società

### Evoluzione demografica
Abitanti censiti